# 青面金剛
青面金剛（しょうめんこんごう）は、日本仏教における信仰対象の1つ。青面金剛明王とも呼ばれる。夜叉神である。
インド由来の仏教尊格ではなく、青面金剛／マハーカーラ／シヴァの関係
唐の時代、インド密教の「マハーカーラ」の姿が、説明抜きで絵図だけ一人歩きして中国に伝わり、ドクロの首飾りや蛇を巻き付けた怖しい姿から病気を流行らせる悪鬼と誤伝されて、「青面金剛」と命名されて病気平癒祈祷用に使われた。
マハーカーラと青面金剛の関係は「誤伝」であり、本来は無関係である。中国の道教思想に由来し、日本の民間信仰である庚申信仰の中で独自に発展した尊格である。庚申講の本尊として知られ、三尸（さんし）を押さえる神とされる。

## 歴史的背景
道教では、人間の体内には三尸という3種類の悪い虫が棲み、人の睡眠中にその人の悪事をすべて天帝に報告に行くという。
そのため、三尸が活動するとされる庚申の日（60日に一度）の夜は、眠ってはならないとされ、庚申の日の夜は人々が集まって、徹夜で過ごすという「庚申待」の風習があった。
庚申待は平安貴族の間に始まり、近世に入ってからは、近隣の庚申講の人々が集まって夜通し酒宴を行うという風習が民間にも広まった。

## 像容
『陀羅尼集経・第九』によると、
とある。要約すると
姿で現されるが、一般には、足元に邪鬼を踏みつけ、六臂（二・四・八臂の場合もある）で法輪・弓・矢・剣・錫杖・ショケラ（人間）を持つ忿怒相で描かれることが多い。
頭髪の間で蛇がとぐろを巻いていたり、手や足に巻き付いている場合もある。また、どくろを首や胸に掛けた像も見られる。
彩色される時は、その名の通り青い肌に塗られる。この青は、釈迦の前世に関係しているとされる。
以上のような姿は、密教の明王像、特に軍荼利明王に通ずるものがある。
日本では各地に石造の庚申塔が多数遺り、そこには「見ざる、言わざる、聞かざる」の三猿像と共に青面金剛像が表されている例が多い。木造の古例としては、奈良・東大寺の木造青面金剛立像（重要文化財）が著名である。

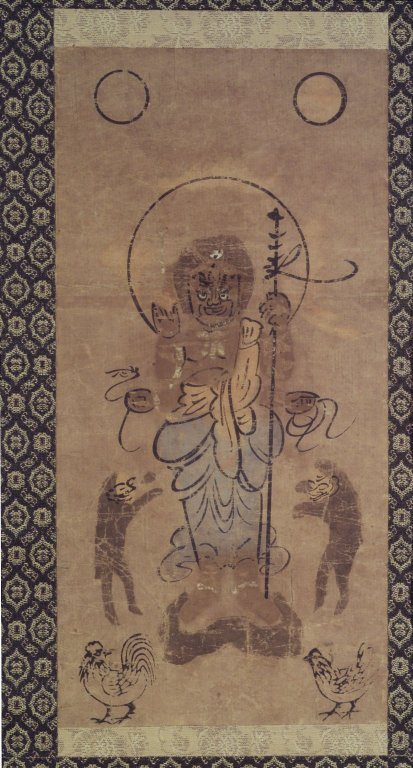
江戸時代の掛軸画。青面金剛を中央に、日月、二猿二鶏を従えている。
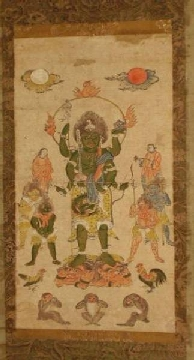
こちらは日月、二童子、四夜叉、二鶏、それに「見ざる、言わざる、聞かざる」のいわゆる三猿を配置。
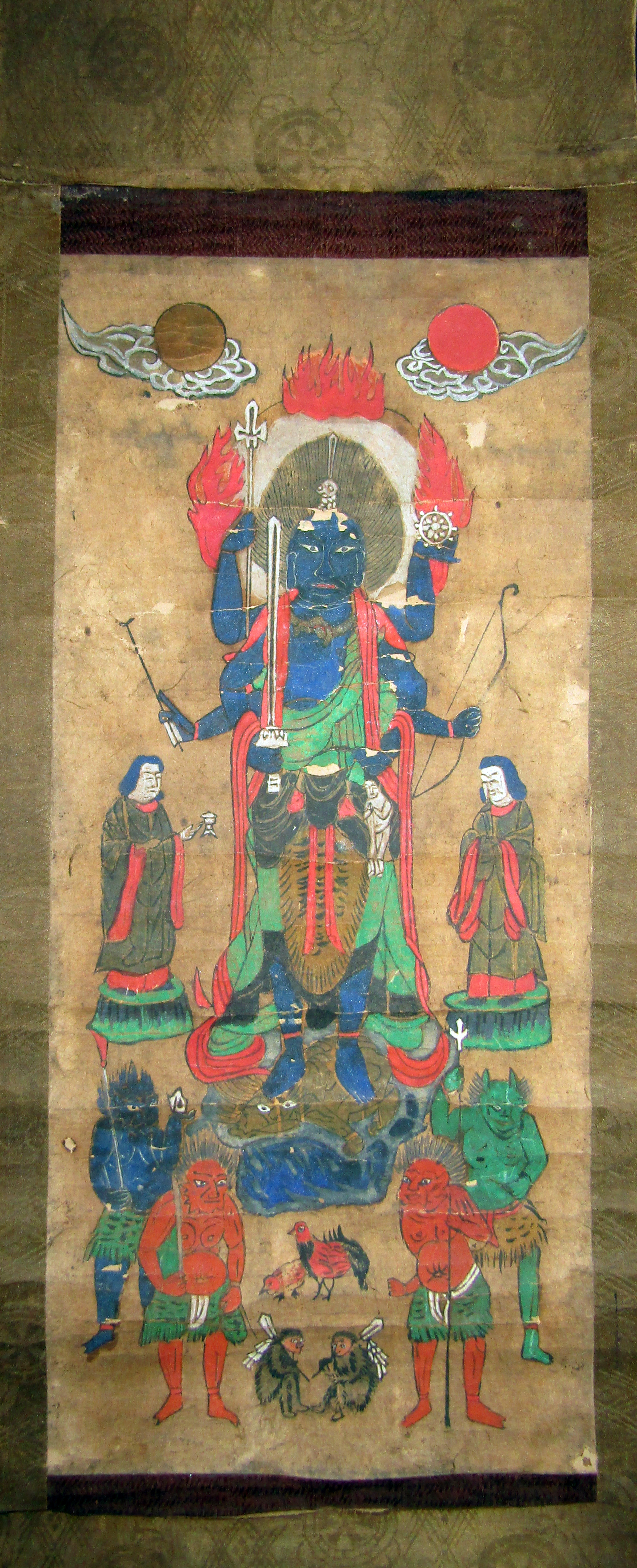
江戸時代の掛軸画。上から：日月、青面金剛、二童子、二鶏、青面金剛に従う四夜叉、と猿
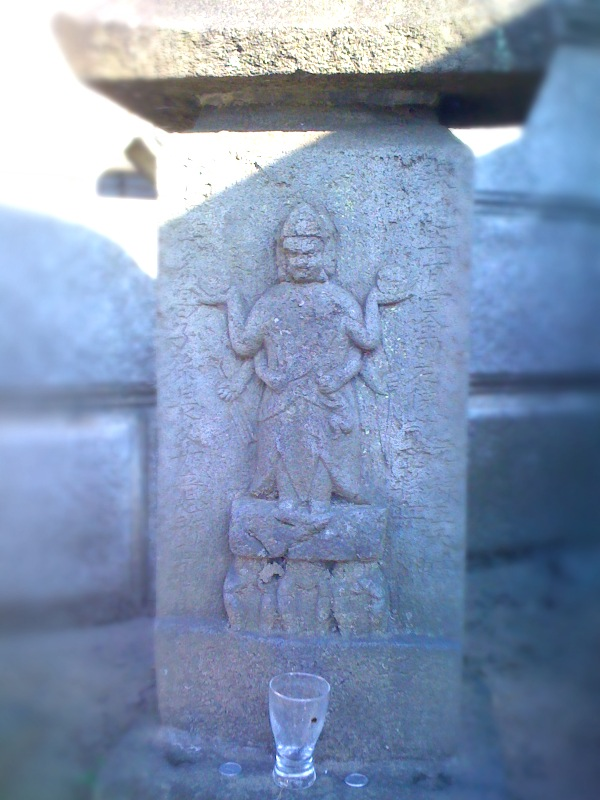
青面金剛をかたどる庚申塔。千葉県習志野市。
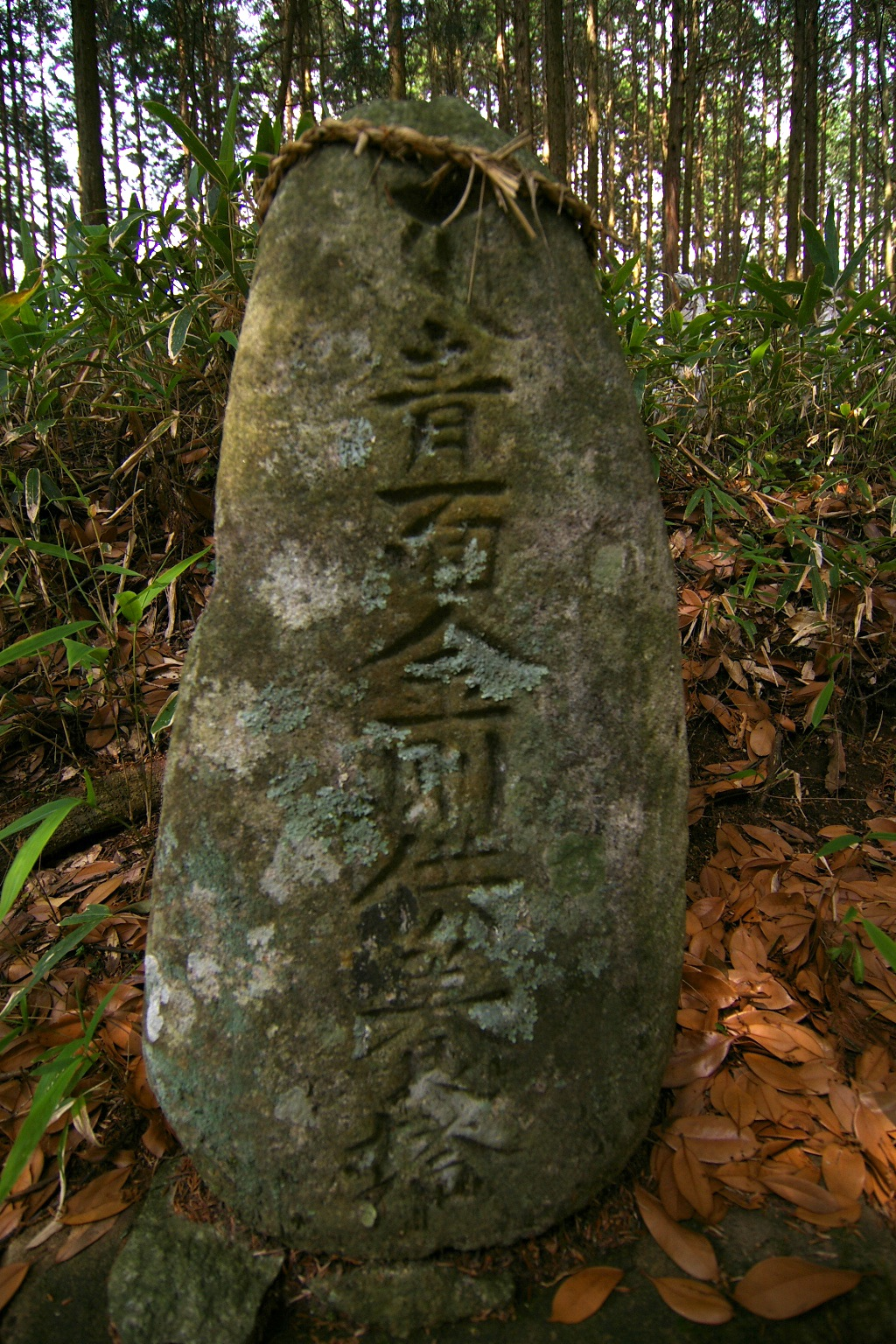
青面金剛供養塔
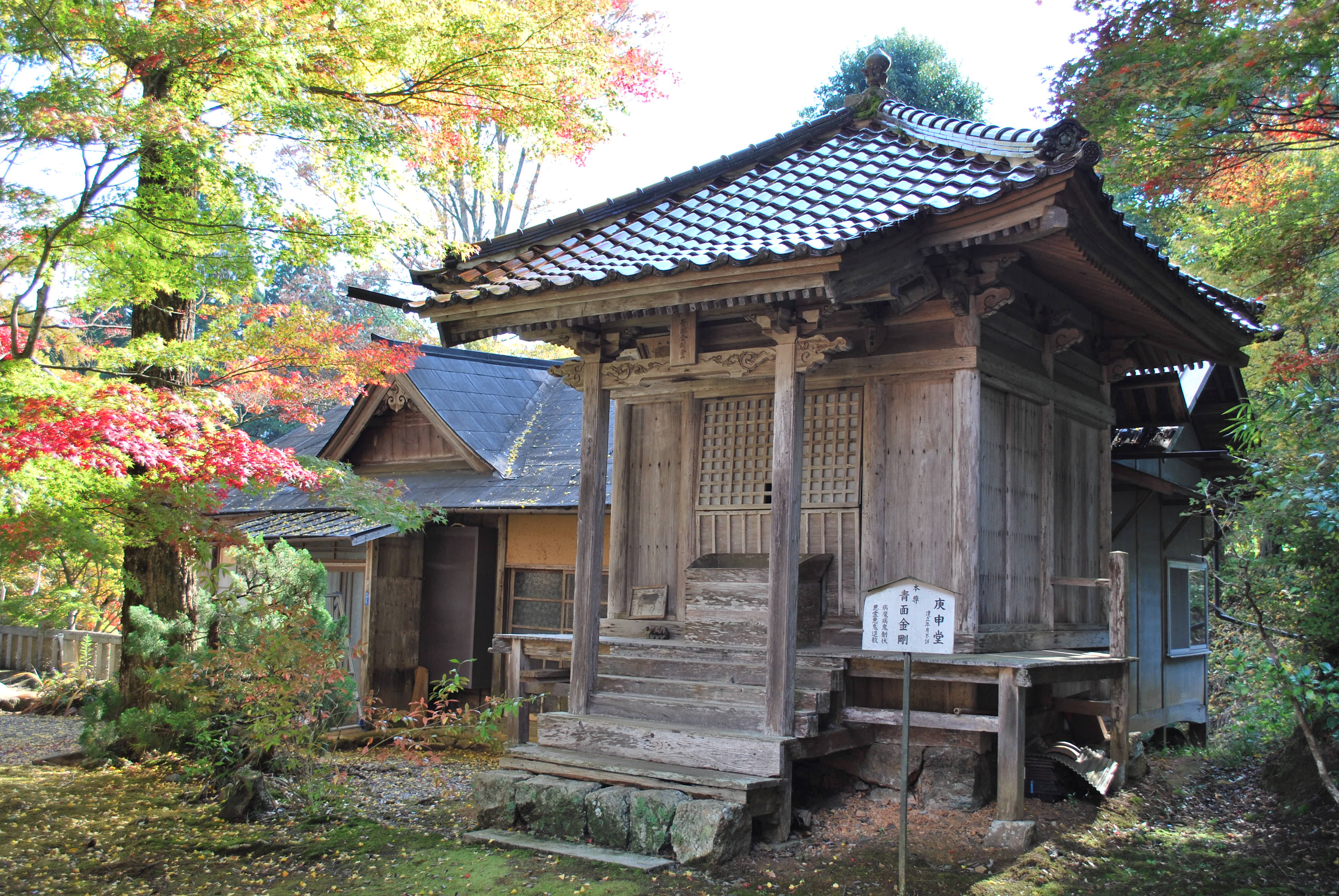
青面金剛を祀る庚申堂の例。岡山県・木山寺。

青面金剛を祀る庚申塔の例
- 新堀庚申塔(埼玉県川口市新郷地区)
- 峯辰井川庚申塔(埼玉県川口市峯地区)
- 東本郷庚申塔(埼玉県川口市東本郷地区)
- 遊馬庚申塔(埼玉県草加市遊馬町)
- 正源寺庚申塔(埼玉県川口市新郷地区)
- 庚申塔(埼玉県草加市苗塚町)
- 苗塚庚申堂と庚申塔庚申塔(埼玉県草加市苗塚町
- 庚申塔(岐阜県加茂郡八百津町)

## 真言
おん・でいば・やきしゃ・ばんだ・ばんだ・かかかか・そわか 

## 関連事項
- 庚申信仰
- 庚申塔
- 三猿
- 四夜叉
- 仏の一覧